# Asterella blumeana
Asterella blumeana là một loài rêu trong họ Aytoniaceae. Loài này được Nees Pandé, K.P. Srivast. & Sultan Khan mô tả khoa học đầu tiên năm 1954.